# Schloss Bergham

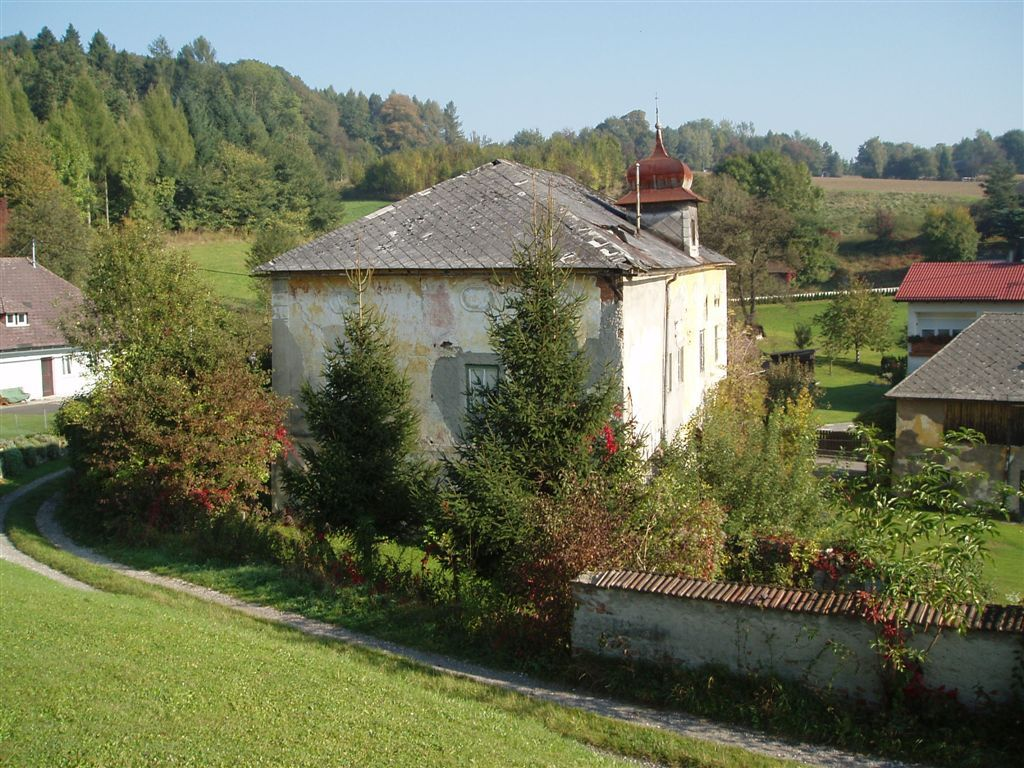
Schloss Bergham vor dem Abbruch

Das Schloss Bergham, auch Freisitz Tisching genannt, befand sich im Ortsteil Bergham der Gemeinde Leonding im Bezirk Linz-Land und wurde im Jahr 2011 abgerissen.

## Geschichte
Als namensgebend für Ort und Schloss wird das Geschlecht der Berghamer (Bergheimer, Perkheimer, Perkhaimer) angenommen. Allerdings ist die Lokalisierung des ursprünglichen Sitzes der Berghamer nicht sicher geklärt, da es im 12. und 13. Jahrhundert und auch heute noch weitere Bergheims gab (Burg Bergheim in der Gegend von Ottnang, die aber bereits im 15. Jahrhundert verfallen war; Burg Bergheim in der Pfarre Feldkirchen bei Aschach und Burg Bergheim in der Au im Machland), die alle als Stammburgen der Berghamer gedeutet wurden. Der Name Bergham taucht erstmals in einem Tauschvertrag zwischen dem Kloster Wilhering und Gerold von Kürnberg auf. Die Urkunde wird zwischen 1155 und 1161 datiert, und in diesem Vertrag sind als Zeugen die Namen Ekhartd de bercheim und Wilham der bercheim genannt. Auch in weiteren Urkunden des Stiftes Wilhering tauchen immer wieder Berghamer auf, so die Namen Fridericus et Richerus de Percheim (1215–1235), Reycher von Percheim und sein Sohn Otto (1301), die für die verstorbene Hausfrau Benedicta dem Kloster ein Gut in der Gegend von Perg „als Seelgeräth“ vermachen, oder Seyfried der Baerchaimer und seine Frau Elsbet (1316), die dem Kloster einen Hof in Bergham schenken. Im 14. Jahrhundert tauchen die Pergheimer auch in Ebelsberg auf, wobei ab 1500 ein Freisitz bezeugt ist. Seit dem 16. Jahrhundert gilt das Geschlecht der Pergheimer als ausgestorben.
Ab dem 14. Jahrhundert kann man einen festen Ansitz in Bergham vermuten, der 1339 als „daz gesaeze daz Perkhaim“ bezeichnet wird. Bergham war damals ein schaumburgisches Lehen und in diesem Jahr bekam es der „ehrbare Mann Rudl der Enechl“ von Graf Heinrich als Lehen. Wann aber genau das Schloss Bergham (Perchheim, Pergheim) erbaut wurde, ist nicht bekannt. Eine Herrschaft Bergham ist jedenfalls erst seit dem 16. Jahrhundert bezeugt.
Im 18. Jahrhundert führte dieses Dominium den Namen Pergham-Dischingen. 1760 wurde es nämlich von Johann Georg von Wendheim erworben, und dieser aus dem Württembergischen stammende Adelige übertrug den Namen seines Heimatschlosses (D)Tischingen auf das Schloss Bergham. Die Herrschaft war allerdings durch Verschuldung, Stiftungen und Erbteilungen auf wenig Grundbesitz und wenige zugehörige Höfe geschrumpft. Von Wendheim blieb bis gegen 1800 Besitzer, seit 1804 wurde in Bergham „der Hochedl gebohren Herr Franz von Steinhausen als Besitzer des Freysitzes Tischingen“ genannt. Auf diesen folgte als Besitzer Alois Haßlinger. Das Schloss hatte in der damaligen Zeit unter den einquartierten napoleonischen Truppen stark zu leiden. 1825 kam das Schloss an Josef Sengl, der 1836 von Carl Fieringer abgelöst wurde. 1855 kaufte der aus einer lothringischen Familie stammende und im Ort sehr geachtete Johann Baptist von Anthoine den Freisitz Bergham-Tischingen, musste ihn aber 1860 aus finanziellen Gründen wieder verkaufen. Ein weiterer Besitzer ist erst ab 1885 bekannt, und zwar handelt es sich um einen Franz Weninger, der aber vor 1890 nach Amerika ausgewanderte.

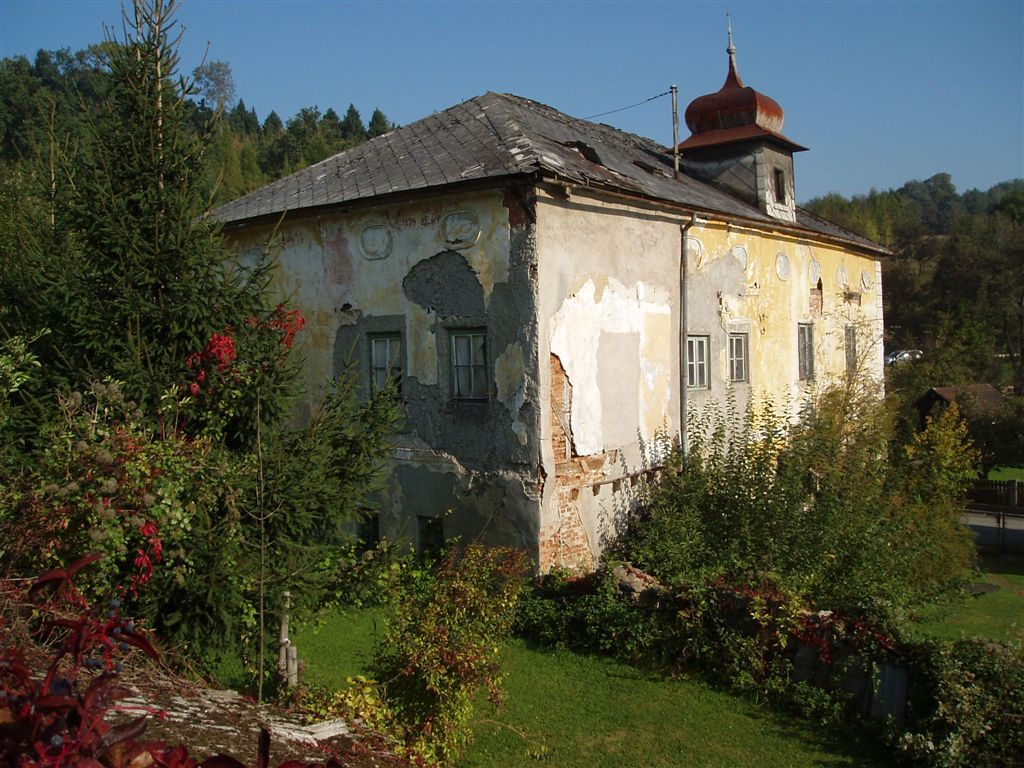
Schloss Bergham

Danach kam der böhmische Lehrer und Schriftsteller Anton Schott auf das Schloss. Er machte aus dem Besitz ein „Schmuckkästchen“ mit Burggarten, Lusthaus, Springbrunnen und einen Wasserbehälter mit vielen Fischarten. Damals befand sich am Schloss auch ein Mietparteientrakt, der von einem nachnapoleonischer Besitzer angebaut worden war und nach dem Ersten Weltkrieg wegen Baufälligkeit abgebrochen wurde.
Nach dem Ersten Weltkrieg verkaufte Schott den Besitz an den Ingenieur Hoffer (oder Hoffmann) von der k.u.k. Landwirtschaftlichen Gesellschaft, der es 1925 an einen Major Nössner veräußerte. Dieser musste wegen Überschuldung den Besitz versteigern lassen. Das Schloss verwahrloste ab 1920. 1938 war Mathilde Seidl Besitzerin, die es aus der Konkursmasse Nössners ersteigert hatte. Sie wohnte nicht in dem Schloss, sondern verpachtete es an das Ehepaar Erler, welches es mit Mietern überbelegte. Ab 1946 stand das Bauwerk im Eigentum einer Anna Kogler, die unter substandardiären Bedingungen in einem Nebenraum wohnte. Sie vermachte das Schloss ihrem Ziehenkel Karl Stelzer-Bärfall.
Bereits 1964 wurde die westseitige Mauer abgetragen. Das Schloss, das zuletzt die Adresse Schafferstraße 61 trug,  wurde 2011 abgerissen, es bestand kein Denkmalschutz.